# توسان ناتاما
توسان ناتاما (31 أكتوبر 1982-19 أغسطس 2024) هو لاعب كرة قدم سابق من بوركينا فاسو.

## المسيرة الكروية
ولد ناتاما في جمهورية فولتا العليا ، وبدأ لعب كرة القدم مع الفريق المحلي إيتوال فيلانتي واغادوغو. انضم إلى الدوري المصري الممتاز عبر بوابة نادي الاتحاد السكندري قبل أن ينتقل إلى بلجيكا في عام 2001 ، حيث وقع عقدًا مع نادي فيسترلو في دوري المحترفين البلجيكي.
تم اختيار ناتاما للعب مع منتخب بوركينا فاسو في نهائيات كأس الأمم الأفريقية 2004 في تونس ، لكنه أصيب في مباراة ودية قبل البطولة ضد غينيا في فرنسا. تركته الإصابة في غيبوبة لمدة أسبوعين وخزل شقي أنهى مسيرته الكروية.

## روابط خارجية
- https://www.national-football-teams.com/player/31960/Toussaint_Natama.html